# ChemistryOpen
ChemistryOpen ist eine wissenschaftliche Fachzeitschrift, die vom Wiley-VCH-Verlag im Auftrag von ChemPubSoc Europe nach dem Open-Access-Modell veröffentlicht wird. Die Zeitschrift wurde 2012 gegründet und erscheint derzeit mit sechs Ausgaben im Jahr. Es werden Artikel aus allen Bereichen der Chemie veröffentlicht.
Der Impact Factor lag im Jahr 2020 bei 2,911. Nach der Statistik des Web of Science wird das Journal mit diesem Impact Factor in der Kategorie Multidisziplinäre Chemie an 94. Stelle von 178 Zeitschriften geführt.

## Schwesterzeitschriften
ChemistryOpen gehört zu Chemistry Europe, einer Gemeinschaft von 16 chemischen Gesellschaften aus 15 europäischen Ländern. Diese veröffentlichen eine Familie von chemischen Fachzeitschriften, darunter Chemistry – A European Journal, European Journal of Organic Chemistry, European Journal of Inorganic Chemistry, Chemistry — Methods, Batteries & Supercaps, ChemBioChem, ChemCatChem, ChemElectroChem, ChemMedChem, ChemPhotoChem, ChemPhysChem, ChemPlusChem, ChemSusChem, ChemSystemsChem und ChemistrySelect.